# Paddy and the Rats

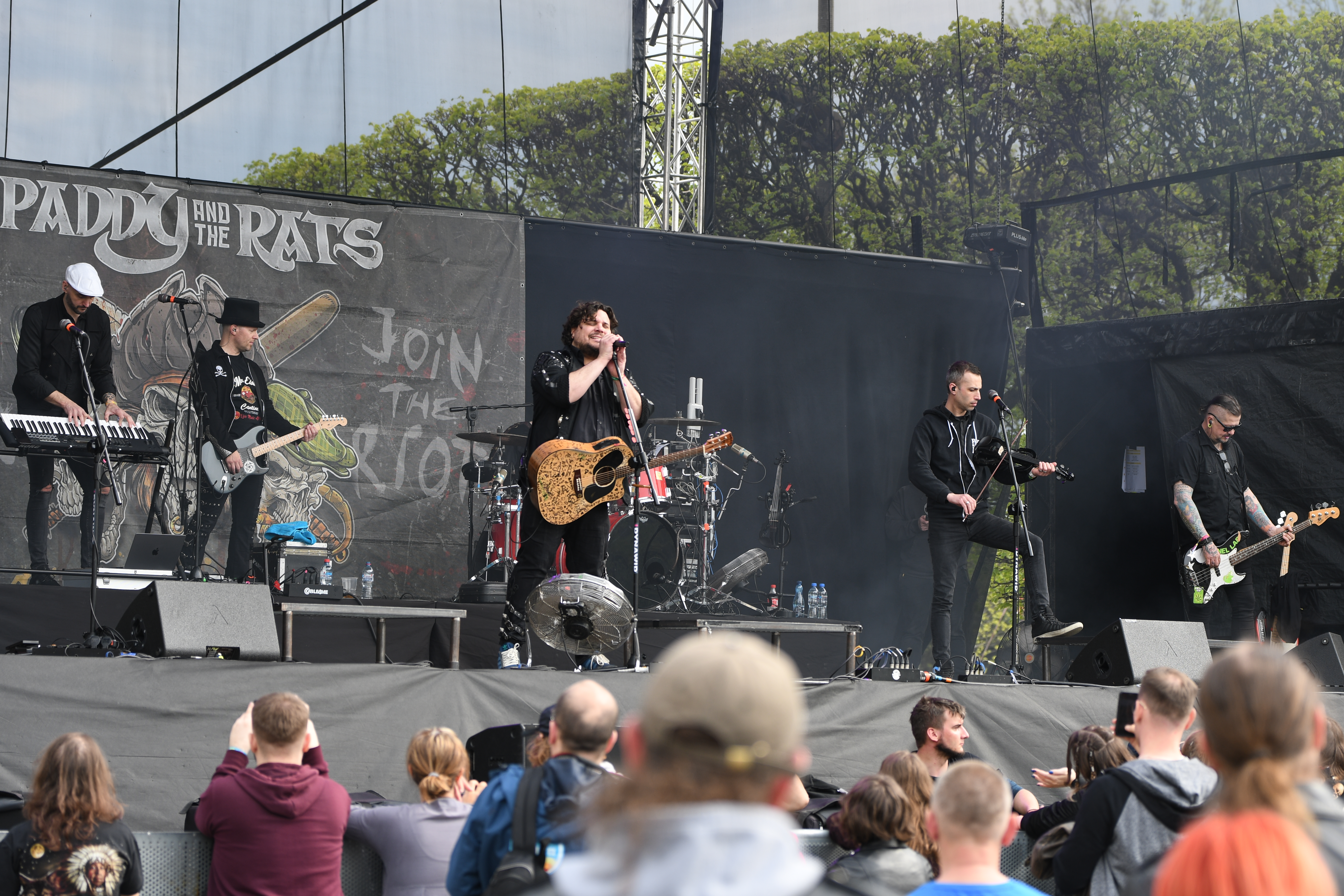
Paddy and the Rats, 2023

Paddy and the Rats – celtic punk rockowa formacja z Miszkolca na Węgrzech, założona w 2008 z inicjatywy muzyków posługujących się pseudonimami Paddy (gitara akustyczna, śpiew), Joey (gitara elektryczna) i Vince (gitara basowa). Chwilę później muzycy zwerbowali do składu perkusistę Seamusa, a także Sama i Sonny’ego, odpowiedzialnych za brzmienia instrumentów ludowych, min. akordeonu, skrzypiec czy dud szkockich. Zespół dzięki licznym koncertom na terenie swojego kraju zyskał dość szybko dużą popularność, co pozwoliło im na wydanie w 2009 debiutanckiej płyty zatytułowanej „Rats On Board”, która zawierała przeróbki irlandzkich i szkockich przyśpiewek ludowych (m.in. „Drunken Sailor” oraz „Bully In The Alley”) oraz garść materiału autorskiego („Six Rat Rovers” oraz „Freedom”). Obecnie Paddy And The Rats są zaliczani do czołówki sceny celtic punk rocka i koncertują po niemalże całej Europie.
Grupa wystąpiła co najmniej osiem razy w Polsce: 
- 17 lipca 2010 podczas festiwalu „HelloFolks!” w Lublinie, 
- 6 sierpnia 2011 na tym samym festiwalu 
- 11 grudnia 2011 na zakończenie festiwalu Mikołajki Folkowe, 
- 27 lipca 2013 w Polańczyku na festiwalu Cypel 2013, 
- 29 czerwca 2014 w Przemyślu na „Święcie fajki”, 
- 24 sierpnia 2014 podczas festiwalu „Cieszanów Rock Festiwal” 
- 27 sierpnia 2015 r. na III edycji „Czad Festiwal” w Straszęcinie koło Dębicy, 8 czerwca 2019 w Warszawie na zakończenie V edycji festiwalu muzyki etnicznej Korzenie Europy. Na początku stycznia 2022 roku, zespół poinformował, że w tragicznych okolicznościach zmarł akordeonista, Bernát Babicsek.

## Członkowie
- Paddy O'Reilly – wokal, gitara akustyczna
- Sam McKenzie – skrzypce, mandolina, dudy szkockie, tin whistle, banjo
- Bernie Bellamy  – akordeon
- Joey Maconkay – gitara elektryczna, harmonijka ustna
- Vince Murphy – gitara basowa
- Seamus Conelly – perkusja

## Dyskografia
- Rats On Board (2009)
- Irish Washerwoman (singiel internetowy, 2010)
- Hymns for Bastards (2011)
- Tales From The Docks (2012)
- Lonely Hearts' Boulevard (2015)
- Riot City Outlaws (2017)
- From Wasteland To Wonderland (2022)
- Lord Of The Drinks (2024)